# Racketeering
Racketeering este un termen care denotă o schemă frauduloasă coordonată de indivizi implicați în crima organizată prin care se obțin în repetate rânduri sume de bani. Conform definiției actuale, prin racketeering ne referim cu precădere la acțiuni de extorcare comise de o organizație cu scopul de a-și susține activitatea.
O definiție care apare în 1920 caracterizează activitatea unui „racketeer” ca fiind punerea la dispoziție a unui serviciu care oferă soluții la o problemă care nu ar exista fără întreprinderea care propune serviciul.
Un exemplu tradițional este reprezentat de taxa de protecție⁠(d). În schimbul unei plăți regulate anumite persoane promit că vor proteja afacerea sau persoana în cauză de indivizii periculoși din cartier. Proprietarul fie este de acord să ofere sume de bani la un anumit interval de timp, fie atât el, cât și proprietățile sale vor fi atacate până când acesta va fi de acord să plătească suma cerută. Practic, avem o situație în care această „activitate” este problemă și soluție în același timp.
Cu toate acestea, termenul „racketeering” se utilizează și în cazurilor unor fapte criminale care nu implică neapărat fraudă sau șantaj. De exemplu, taxa de protecție sau traficul de droguri se încadrează la racketeering, deși tranzacțiilor pot să nu implice extorcare, constrângere, fraudă sau decepție. Din cauza naturii clandestine a pieței negre, majoritatea veniturilor obținute din faptele care se încadrează la „racketeering” sunt neimpozitate.

## Exemple
Următoarea listă include exemple de infracțiuni care pot face obiectul unei astfel de activități:
- O taxă de protecție⁠(d) este o formă de extorcare prin care infractorii se oferă să „protejeze” o proprietate în schimbul unei taxe, amenințând concomitent că vor provoca daune în cazul în care proprietarul refuză să plătească.
- Vânzarea de bunuri furate la prețuri mari⁠(d)
- Jocuri de noroc într-o loterie neautorizată sau jocuri de noroc ilegale
- Spălarea banilor și alte practici dubioase⁠(d) care sunt utilizate cu scopul de a masca surse de fonduri ilegale.
- Operațiuni de furt organizate, coordonate și repetate sau comise regulat: furt din buzunare⁠(d), intrare prin efractie⁠(d), furturi din magazine⁠(d), violare de domiciliu⁠(d), furt de combustibil⁠(d), furturi din tren⁠(d), jaf armat⁠(d), furt de fier⁠(d), jaf bancar⁠(d)și furt de artă.
- Furtul din magazine⁠(d) și alte operațiuni din domeniul retail
- Operațiuni de fraudă și delapidare, inclusiv: fraudă cu carduri de credit⁠(d), cecuri false⁠(d), fraude în sistemul de asistență socială⁠(d), fraudă în sistemul de sănătate⁠(d), fraudă în asigurări⁠(d), fraudă cu anunțuri de angajare⁠(d), loterie⁠(d), fonduri pentru persoanele cu dizabilități⁠(d), fraude bancare⁠(d), fraude ipotecare⁠(d), facturi false⁠(d) și fraudă electorală
- Escrocherii: escrocherii romantice⁠(d), overpayment⁠(d)și fraude cu plată în avans⁠(d)
- Furturi de pachete poștale⁠(d)
- Furturi de camioane⁠(d), furturi de mașini⁠(d) și afaceri cu piese de mașină furate⁠(d)
- Obiecte contrafăcute: bunuri de consum⁠(d) cum ar fi medicamente contrafăcute⁠(d), componente electronice contrafăcute⁠(d), ceasuri contrafăcute⁠(d), încălcarea drepturilor de autor, opere de artă falsificate⁠(d) și documente falsificate⁠(d)
- Afaceri ilegale cu taxiuri⁠(d)
- Furt de identitate și vânzarea de date cu caracter personal
- Răpire și răscumpărare⁠(d)
- Asasini plătiți și
- Infracțiuni economico-financiare⁠(d): manipularea pieței de capital și tranzacții privilegiate⁠(d)
- Mita și corupție în poliție⁠(d)
- Fraudă academică⁠(d), fabrici de eseuri⁠(d), manipularea pieței de capital⁠(d), fabrici de diplome
- Cămătărie⁠(d)
- Infracțiuni informatice
- Trafic de droguri inclusiv: antidepresive⁠(d), opioide, stimulente, empatogene⁠(d), halucinogene, droguri sintetice, steroizi⁠(d)și produse farmaceutice neautorizate
- Trafic de arme inclusiv arme de foc, cuțite și explozibili
- Șantaj
- Falsificare bancnotelor⁠(d) și a monedelor⁠(d)
- Prostituție - proxenetism, muncă sexuală⁠(d), turism sexual⁠(d) și exploatarea sexuală a copiilor⁠(d)
- Manipularea⁠(d) și intimidarea
- Piraterie modernă⁠(d)
- Comerț ilegal cu țigări⁠(d)
- Comerț ilegal cu pietre prețioase și diamante sângerii⁠(d)
- Jocuri de noroc ilegale, bookmaker și aranjarea meciurilor
- Rețele de trafic de persoane, inclusiv traficul de copii, sclavie sexuală⁠(d), sclavie involuntară⁠(d), mirese la comandă⁠(d) și sclavie modernă⁠(d).
- Transport ilegal de persoane⁠(d)
- Comerț cu antichități⁠(d)
- Rețele de trafic de organe⁠(d)
- Contrabandă cu băuturi alcoolice⁠(d), vânzarea de băuturi alcoolice minorilor⁠(d) și producerea ilegală de alcool⁠(d)
- Subînchiriere ilegală
- Operațiuni criminale aparent legale cum ar fi cluburi de striptease⁠(d), hoteluri, restaurante, cazinouri, cluburi de noapte, baruri, studiouri de filme pornografice , cluburi sociale⁠(d), companii de construcții , cimitir de mașini⁠(d), service auto⁠(d), spălătorii⁠(d), curățătorii chimice⁠(d), firme de gestionare a deșeurilor, ferme, companii de dezvoltare imobiliară⁠(d), spitale, studiouri de televiziune⁠(d), redacții⁠(d), clinici, pescării⁠(d), companii aeriene, șantiere navale, florării și companii de modă.
- Corupție politică
- Corupție corporativă⁠(d)
- Licitații frauduloase⁠(d) și fixarea prețului
- Coruperea muncitorilor
- No-show job
- Împerecherea clandestină a animalelor⁠(d)
- Sporturi ilegale precum cluburi de lupte⁠(d) sau curse ilegale de mașini⁠(d).
- Braconajul și pescuitul excesiv.
- Defrișare ilegală⁠(d), construcții ilegale⁠(d) și minerit ilegal⁠(d).
- Sporturi sângeroase⁠(d) cum ar fi lupte ilegale între câini⁠(d), lupte între armăsari⁠(d), lupte între pești siamezi, lupte între berbeci⁠(d), lupte între cocoși⁠(d) și coride.